# IC 1130
IC 1130 је спирална галаксија у сазвјежђу Змија која се налази на листи објеката дубоког неба у Индекс каталогу.
Деклинација објекта је + 17° 14' 40" а ректасцензија 15h 37m 44,0s. Привидна величина (магнитуда) објекта IC 1130 износи 14,8 а фотографска магнитуда 15,5. IC 1130 је још познат и под ознакама MCG 3-40-14, CGCG 107-15, PGC 55644.